# 肩甲難産
肩甲難産（けんこうなんざん、英: Shoulder dystocia）とは、経膣分娩中に頭が出た後に胎児の肩の前側が母親の恥骨の上に引っかかることである。兆候には、「カメの兆候」として知られる、胎児の頭が膣に戻る場合がある。胎児に起こる合併症には、腕神経叢の損傷や鎖骨骨折などがあげられる。母親に起こる合併症には、膣または会陰の裂傷、分娩後出血、子宮破裂などがあげられる。
危険因子には、妊娠糖尿病、肩甲難産の既往歴、器具を用いた経腟分娩、母親の肥満、過度に大きい胎児、硬膜外麻酔などがあげられる。胎児の頭が出てから1分以内に体が出てこない場合に肩甲難産と診断される。難産の一種である。
肩甲難産は産科の緊急事態である。肩を解放するために行われる最初の一般的な取り組みには、女性が背中を下にして脚を外側および上方に押し、恥骨の上の腹部を押し、膣を切開することである。これらが効果的でない場合は、胎児の肩を手で回転させるか、妊婦を四つんばいの体勢にすることを試みることである。肩甲難産は、膣出生の約0.4％から1.4％に発生する。肩甲難産が原因の死亡は非常にまれである。